# May Zao
Pour les articles homonymes, voir Zao.
May Zao, née May Chén le 14 novembre 1930 à Hong Kong et morte le 10 mars 1972 à Paris, est une sculptrice d'origine chinoise, deuxième épouse du peintre Zao Wou-Ki.

## Biographie
Après ses études secondaires, Chan May-Kan (陳美琴) est de 1950 à 1958 actrice pour le cinéma et le théâtre. Elle rencontre Zao Wou-Ki en 1958 à Hong Kong, alors qu'il voyage avec Colette et Pierre Soulages. Elle l'épouse et, avec sa jeune fille Sin-May, vient vivre en août à Paris, après un voyage de noces à travers la Thaïlande puis la Grèce et l'Italie. Dans la petite maison, 19 bis rue Jonquoy, qu'achète Zao Wou-Ki en 1959 et dont elle conçoit l'installation May Zao côtoie aussitôt les amis du peintre, représentants majeurs de la nouvelle école de Paris et accompagne son mari lors de ses nombreuses expositions à l'étranger, notamment en Espagne en 1962.
May Zao commence alors à dessiner et peindre puis se tourne autour de 1963 vers la sculpture. « Maîtrisant mal notre langue », elle y trouve « un lieu d'épanouissement loin d'un monde qui lui demeurait étranger et où elle ne se sentait pas à l'aise », observe Bernard Dorival. Elle reçoit alors brièvement des conseils de ses amis Martine Boileau et Étienne Hajdu. « May ne pouvait pas être une élève (…). Ma relation avec elle se bornait à lui proposer le matériau ou l'outil qui me semblait lui faire défaut, à lui indiquer le chemin de la fonderie ou celui du four à cuire les terres », précise Martine Boileau .

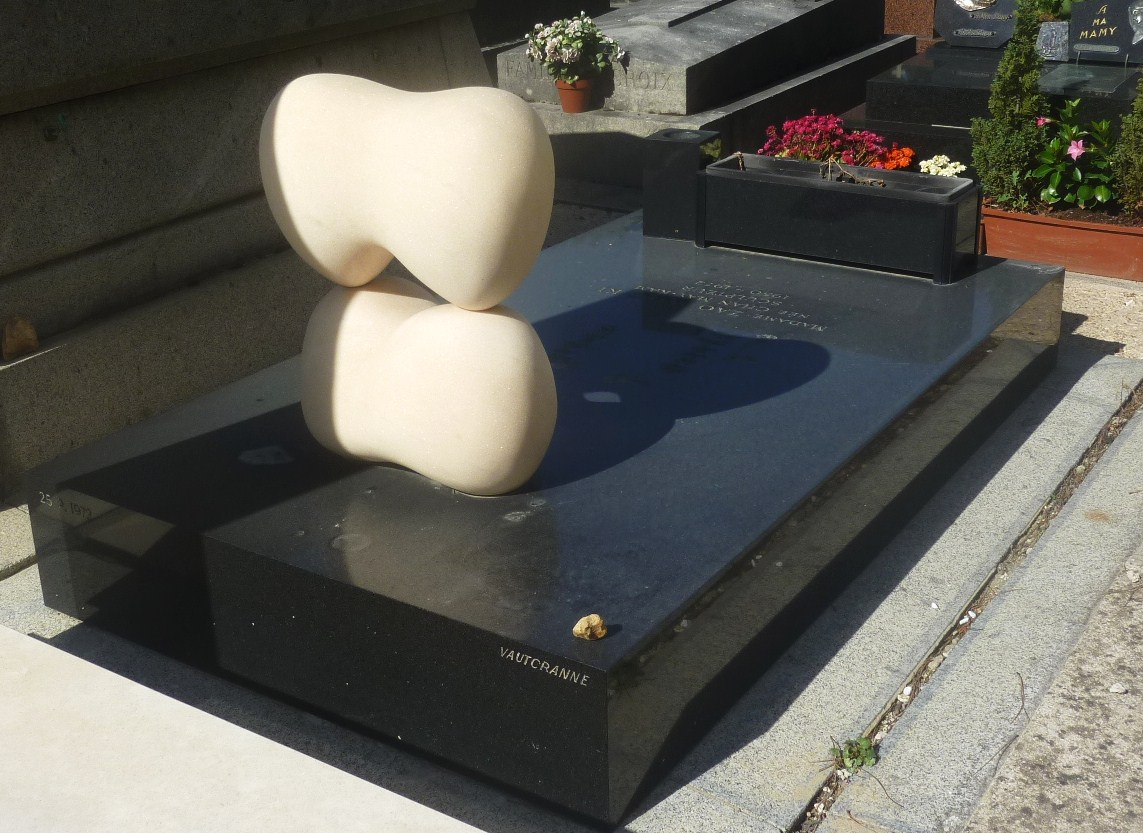
Tombe de May Zao au cimetière du Montparnasse (division 1).

De santé psychologique précaire, ses rechutes périodiques s'aggravant à partir de 1968, May Zao se suicide le 10 mars 1972 au 96 rue Didot dans le 14e arrondissement de Paris. « Sur sa vie soudain elle passe le buvard », écrit Henri Michaux, 
Zao Wou-Ki dédie à May Zao un cahier reproduisant dix-sept de ses dessins à l'encre de Chine réalisés en 1971, édité en mai 1972. Il peint également en 1972 En mémoire de May (huile sur toile, 200 × 525,7 cm), conservé au Centre Pompidou (don de l'artiste, 1973).
En 2022 la fille de May Zao, Sin-May Roy Zao, fait une donation de 12 œuvres de Zao Wou-Ki au musée M+ de Hong Kong, ville où sa mère et le peintre s'étaient rencontrés.

## L'œuvre
May Zao réalise de 1964 à 1972 esquisses, ébauches et œuvres en plâtre, terre cuite, marbre et bronze (fondues par la Fonderie Clementi et la Fonderie Susse). « Ce fut un cheminement têtu, obstiné, mais qui, de son début jusqu'à sa fin, ne put s'accomplir qu'au cours de période de rémission de plus en plus brèves que voulait bien consentir un mal sans grand espoir », écrit Guy Marester.
D'emblée non-figuratives, « les formes quasi charnelles, et parfois presque descriptives » de ses œuvres épurées se caractérisent par un « équilibre des masses sculptées entre elles et avec l'espace par lequel elles se laissent pénétrer, transpercer, ou même séparer ». « C'est l'aimable des corps, le velours des corps, la fragilité des corps qu'elle conduit à l'abstraction », analyse Pierre Schneider.
May Zao reporte une exposition de ses sculptures annoncée à la Galerie de France en 1970. Une vingtaine d'entre elles y est présentée après sa mort, en novembre 1972, puis à la Maison de la culture de Saint-Étienne de décembre 1975 à février 1976.
L'une des œuvres de May Zao a été placée sur sa tombe au cimetière du Montparnasse (1re division).

## Collections publiques
- Musée de Gajac, Villeneuve-sur-Lot : Sans titre, bronze, 84 x 1OO cm.